# Голіаново
Голіаново (словац. Golianovo) — село, громада округу Нітра, Нітранський край. Кадастрова площа громади — 10.7 км². Протікає річка Кадань.
Населення 1850 осіб (станом на 31 грудня 2018 року).

## Історія
Голіаново згадується 1156 року.

## Населення
| Рік:            | 1994. | 2004.   | 2014.    | 2024.    |
| --------------- | ----- | ------- | -------- | -------- |
| Кількість осіб: | 1116  | 1196    | 1568     | 2029     |
| Різниця:        |       | +7,16 % | +31,10 % | +29,40 % |

| Рік:            | 2023. | 2024.   |
| --------------- | ----- | ------- |
| Кількість осіб: | 2007  | 2029    |
| Різниця:        |       | +1,09 % |